# Богунов Сергій Анатолійович
Сергі́й Анато́лійович Богуно́в (нар. 1 серпня 1973) — радянський та український футболіст, що грав на позиції захисника та півзахисника. По завершенні ігрової кар'єри — футбольний тренер.
Відомий насамперед виступами за футбольний клуб «Волинь», де займає 15 місце серед усіх гравців клубу за кількістю проведених матчів — 242 матчі у першостях СРСР та України, і кубкових матчах та молодіжній збірній України, нетривалий час виступав також за друголіговий клуб «Сокіл» (Золочів).

## Клубна кар'єра
Сергій Богунов розпочав заняття футболом у ДЮСШ міста Рожище, і першим його тренером був відомий у минулому футболіст «Волині» Степан Наконечний. Нетривалий час футболіст виступав за місцеву аматорську команду «Ферммаш», і у 17 років дебютував за основу луцької команди майстрів «Волинь» у 1990 році, коли лучани грали у буферній зоні другої ліги. У першому сезоні за команду майстрів молодий футболіст зіграв 7 матчів. Наступного сезону Сергій Богунов став гравцем основного складу «Волині», та зіграв уже 34 матчі за клуб у буферній зоні в останньому чемпіонаті СРСР, в яких відзначився 2 забитими м'ячами. Сергій Богунов грав і у дебютному чемпіонаті України у складі лучан, які дебютували у вищій лізі, і зіграв у першому чемпіонаті України 6 матчів. Футболіст грав за луцький клуб протягом перших 5 сезонів перебування лучан у вищій лізі, а також і перші три сезони луцького клубу в першій лізі, куди «Волинь» вибула за підсумками сезону 1995—1996 років, і протягом усього цього часу був гравцем основного складу команди. Останні матчі за луцький клуб Сергій Богунов зіграв у сезоні 1998—1999 років, у якому він виходив на поле 18 разів. У подальшому Сергій Богунов грав за луцький аматорський клуб «Підшипник», пізніше за клуб із Львівщини — «Сокіл» із Золочева, спочатку як аматорського клубу, а у сезоні 2000—2001 року — у другій українській лізі. По закінченні виступів за золочівський клуб Сергій Богунов кілька років виступав за аматорські клуби Волині та Рівненщини — «Прилад» (Луцьк), «Явір» (Цумань), ОДЕК (Оржів), після чого остаточно завершив виступи на футбольних полях.

## Після завершення футбольної кар'єри
Після завершення виступів на футбольних полях Сергій Богунов працює тренером у ДЮФШ «Волинь», а також обраний заступником голови Луцької міської федерації футболу.

## Виступи за збірні
1993 року Сергій Богунов дебютував у складі молодіжної збірної України. У складі молодіжної збірної зіграв у одному матчі, вийшовши на заміну в товариському матчі з Молдови.